# Ida Oultite
 (avril 2024).
La mise en forme du texte ne suit pas les recommandations de Wikipédia : il faut le « wikifier ».
Les points d'amélioration suivants sont les cas les plus fréquents :
- Les titres sont pré-formatés par le logiciel. Ils ne sont ni en capitales, ni en gras.
- Le texte ne doit pas être écrit en capitales (les noms de famille non plus), ni en gras, ni en italique, ni en « petit »…
- Le gras n'est utilisé que pour surligner le titre de l'article dans l'introduction, une seule fois.
- L'italique est rarement utilisé : mots en langue étrangère, titres d'œuvres, noms de bateaux, etc.
- Les citations ne sont pas en italique mais en corps de texte normal. Elles sont entourées par des guillemets français : « et ».
- Les listes à puces sont à éviter, des paragraphes rédigés étant largement préférés. Les tableaux sont à réserver à la présentation de données structurées (résultats, etc.).
- Les appels de note de bas de page (petits chiffres en exposant, introduits par l'outil «  Source ») sont à placer entre la fin de phrase et le point final[comme ça].
- Les liens internes (vers d'autres articles de Wikipédia) sont à choisir avec parcimonie. Créez des liens vers des articles approfondissant le sujet. Les termes génériques sans rapport avec le sujet sont à éviter, ainsi que les répétitions de liens vers un même terme.
- Les liens externes sont à placer uniquement dans une section « Liens externes », à la fin de l'article. Ces liens sont à choisir avec parcimonie suivant les règles définies. Si un lien sert de source à l'article, son insertion dans le texte est à faire par les notes de bas de page.
- La présentation des références doit suivre les conventions bibliographiques. Il est recommandé d'utiliser les modèles {{Ouvrage}}, {{Chapitre}}, {{Article}}, {{Lien web}} et/ou {{Bibliographie}}. Le mode d'édition visuel peut mettre en forme automatiquement les références.
- Insérer une infobox (cadre d'informations à droite) n'est pas obligatoire pour parachever la mise en page.

Pour une aide détaillée, merci de consulter Aide:Wikification.
Si vous pensez que ces points ont été résolus, vous pouvez retirer ce bandeau et améliorer la mise en forme d'un autre article.
Ida Oultit, Ida Oultite,ou Idaw-Ltit (en Tachelhit: Idaw Ltit et ⵉⴷⴰⵡ ⵍⵜⵉⵜ). Ida Oultite sont une tribu appartenant à l'ethnie Chleuh du Anti-Atlas. établie dans la région du Souss, plus précisément au sud de la vallée du Souss. Les Ida Oultit occupent une large bande du versant atlantique de l'Anti-Atlas et débordent même un peu sur l'Azaghar de Tiznit.

## Étymologie
Selon une hypothèse émise par Léopold Justinard, les Ida Oultit seraient les Scelatites citées par Pline l'Ancien.

## Histoire

### Origine
Les Ida Oultite se revendiquent comme étant les purs Guezoula. Leur ancêtre, Moulay Zouzal, aurait émigré de Tamdoult après la destruction de la ville.

### Les leff-s duSouss
L'historien Mustapha Naïmi situe la destruction de Tamdoult par Mhand-U-Ali Amensag, officier mérinide, après 1340. La destruction aurait été à l'origine d'un conflit entre les deux leff-s qui se disputaient les terres du Souss : Les Taguzult montagnards (ou Guezoula ) et les Tahuggat des plaines,. Le parti des Tahuggat est localement méprisé tandis que les Taguzult (dont les Ida Oultit font partie et en sont le noyau) sont associés à une formation guerrière sans cesse chantée et valorisée localement, ce qui vaut à l'Anti-Atlas d'être taxé de montagne Taguzult (ou montagne de Guezoula). C'est ce qui est affirmé par le savant Mokhtar Soussi dans son œuvre al-Ma'sul : « le parti Taguzult est caractérisé par une ferme piété religieuse, la virilité et la science ainsi que par l'attachement aux valeurs morales en général. ». Le XIVe siècle nous apparait confirmer la domination des Tahuggat et leur alliés, notamment les Oulad Jerrar (arabes Maâqils), dans l'Anti-Atlas. Au Xe siècle de l'hégire les Oulad Jerrar s'emparèrent des plaines du Souss et les Ida Oultit Guezoula (Semlala, Baâqila, Resmouka)  durent guerroyer contre eux jusqu'à l'avènement des Saâdiens,.

### Jazoulisme etSaadiens
Au cours du XVe siècle, le Souss échappe à l'autorité des sultans wattassides et est complètement indépendant tandis que le Nord est en proie aux ambitions des puissances ibériques. C'est à cette époque troublée que vit Al-Jazouli (originaire de la fraction Ida ou Semlal), saint musulman très vénéré dont le prestige incomparable se transmet à ses disciples et successeurs. Il est à l'origine de la tariqa Jazuliya (jazoulisme). Selon Al Fassi, Al-Jazouli dut quitter son village à cause de la violence qui y régnait. Cette culture de violence des montagnes de Guezoula (Anti-Atlas) est confirmée par Léon l'Africain qui décrit ses habitants comme grossiers, se gouvernant d'eux-mêmes et constamment en guerre entre-eux,. Les trêves ne durent pas plus de trois jours mais en dehors de ces jours de paix ils se tuent comme des bêtes. Marmol dépeint également les habitants de Guezoula comme brutaux et grossiers. L'apport confrérique du jazoulisme débouche sur la fondation de l'état des Saâdiens qualifié d'« État Guezoula ».
En 1505, Les Portugais s'emparent d'Agadir et tentent de former des alliances avec les tribus de la région. Les Oulad Jerrar se font du parti des Portugais ce qui déclencha un conflit avec les Ida Oultit Guezoula et les Dghough de Ouijjane. Les Oulad Jerrar reculent peu à peu jusqu'au moment où les Guezoula firent appel aux Saâdiens qui leur arrachèrent toutes les terres. En effet, l'initiative de créer une force organisée pour tenir tête aux Portugais dans le Souss était due aux Guezoula (leff Taguzult). Les Arabes Maâqil du Souss (dont les Oulad Jerrar), alliés des Portugais, sont vaincus et entrent au service du nouveau pouvoir.
Les Ida Oultit, en tant que tribu du leff Taguzult, soutinrent activement la dynastie saâdienne depuis leur début: ils fournirent des marabouts meneurs de jihad tels que Sidi el-Ghayat et Sidi Boulknadel, des grands saints mystique comme Sidi Rahal el Kouch ou Sidi Ahmed ou Moussa, un des pôles associé à la dynastie et maître spirituel du sultan saâdien Abdallah el-Ghalib, des chroniqueurs ( Abou 'Imran Musa al-Ouijjani était le secrétaire du sultan Mohammed ech-Cheikh), juriconsultes (Abou Zeid al Baâqili), etc. Ils prirent part tout aussi activement à la libération d'Agadir en 1541 avec l'armée du Souss, composé principalement de Berbères de l'Anti-Atlas. Mais bien qu'en soutenant la dynastie, les Ida Oultit conservaient une certaine autonomie. Un autre indice de cet état d'autonomie voire insoumission est l'imprécision du tableau de commandement du « Diwan des tribus Souss » : " Ida Oultit: 3000 selles, et le décompte est entre les mains de leur chioukhs". D'après le Diwan, les Ida Oultit (Oultita) était la tribu la plus nombreuse des Ahl Souss ayant accompagner le Sultan Ahmed al-Mansour en harka(soit 30.000 sur 125.000 au total). D'après Marmol, les Ida Ou Baâqil et les Ida Ou Gersmouk étaient (avec les Ilalen) les tribus les plus puissantes de la contrée,. Les Ida ou Baâqil, qu'il décrit comme vivant à l'état sauvage, pouvaient mettre sur pied plus de 20,000 combattants.

### Alaouites
En 1670, après avoir soumis les Chtouka et saccagé le Sahel, Moulay Rachid fit une expédition contre Iligh (capitale du Tazeroualt). Toutes les tentatives contre cette place échouèrent et il ne réussit pas à exercer une autorité véritable dans la région malgré la fuite des fils de Bou Dmia vers le désert. Selon Germain Moüette, la chute du Tazeroualt est dû aux nombreuses troupes employé par Moulay Rachid pour son expédition (plus de 80.000 hommes) et aussi la trahison des tribus contrôlant l'accès à la montagne.
Mokhtar Soussi affirme que les Ida Oultit ne furent pas soumis par Moulay Ismaïl. En effet, ils soutinrent son neveu et rival Ahmed Ibn Mahrez et après sa chute s'opposèrent au makhzen ismaélien. En 1695, le sultan leur ordonne d'accompagner son fils Moulay Abdelmalek à sa harka au Oued Noun, chose qu'ils ne firent pas à son arrivée. En 1697, Moulay Ismaïl nomme son fils Mohammed el-Alam gouverneur du Souss et les Ida Oultit sont toujours insoumis au Makhzen. Il tente d'utiliser la tribu Mejjate, fidèle à sa cause, pour soumettre les Oultita mais abandonne face à la puissance de la tribu. Au même moment les Ida Oultit se coalisent avec les gens d'Iligh et s'emparent de la casbah d'Idegh (Oulad Jerrar). Quelque mois plus tard le chef d'Iligh refuse de quitter la casbah du Makhzen à Massa tout en exigeant des compensations à l'autorité en place. Ces agissement des tribus montrent le degré d'insoumission de la région au pouvoir central.